# Coliadíneos

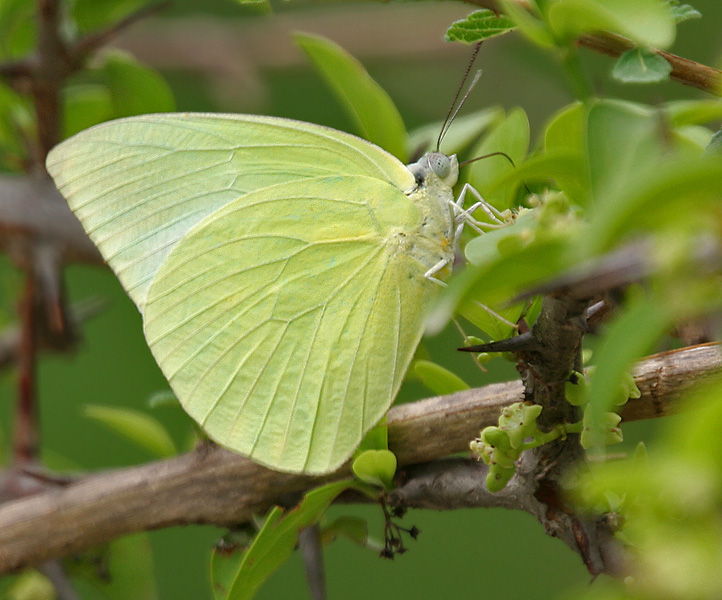
Uma borboleta da subfamília (Catopsilia pomona) em Keesara, Rangareddy (distrito), Andhra Pradesh, Índia

Coliadíneos (Coliadinae) é uma subfamília de borboletas com cerca de 300 espécies descritas.
Há 36 espécies na América do Norte, onde elas vão desde o México até ao norte do Canadá. Os machos da maioria das espécies são diferentes das fêmeas, incluindo, (por exemplo, nos géneros de Colias, e Gonepteryx) brilhantes reflexões de UV que às fêmeas falta.

## Sistemática
Linhagem basal
- Kricogonia Reakirt, 1863
- Nathalis Boisduval, [1836]

Euremini
- Terias Swainson, 1821
- Pyrisitia Butler, 1870
- Abaeis Hübner, [1819]
- Eurema Hübner, [1819]
- Leucidia Doubleday, [1847]
- Teriocolias Roeber 1909

Goniopterygini
- Dercas Doubleday, [1847]
- Gonepteryx Leach, [1815]

Coliadini
- Catopsilia Hübner, [1819]
- Colias Fabricius, 1807
- Zerene Hübner, [1819]
  - Zerene eurydice
- Anteos Hübner, [1819]
- Aphrissa Butler, 1873
- Phoebis Hübner, [1819]
  - Phoebis sennae
  - Phoebis avellaneda
- Prestonia Schaus, 1920
  - Prestonia clarki Schaus, 1920
- Rhabdodryas Godman & Salvin, [1889]
  - Rhabdodryas banal (Linnaeus, 1758)

Incertae sedis
- Gandaca Moore, [1906]
  - Gandaca harina (Horsfield, [1829])